# 1979年9月6日月食
1979年9月6日月食为一次在协调世界时1979年9月6日出現的月全食。該次月食半影食分為2.067、全影食分為1.099。偏食維持了96分，全食維持23分。

## 概述
這次月食的食分是22.98，偏食維持了96分，全食維持23分。

## 基本參數
- 類型：月全食
- 食甚資料：
  - 日期：1979年9月6日
  - 時間：10:54
  - 月球位置：赤經22.98度、赤緯-7.0度
  - 食分：半影食分：2.067、全影食分：1.099
  - 持續時間：偏食96分、全食23分

## 外部連結
- NASA月食專頁（页面存档备份，存于）（英文）